# Thomas Sandell
Thomas Sandell (* 1964) ist ein schwedischer Unternehmer und Investor.

## Leben
Sandell studierte an der Universität Uppsala und an der Columbia University. Nach seinem Studium war er für das US-amerikanische Unternehmen Bear Stearns tätig. 1998 gründete er den Investmentfonds Sandell Asset Management Corporation. Nach Angaben der US-amerikanischen Zeitschrift Forbes gehört Sandell zu den reichsten Schweden. Sandell wohnt in New York City, ist verheiratet und hat ein Kind.

## Weblink
- Sandell Asset Management Corporation

## Einzelnachweis
1. ↑  Forbes: Thomas Sandell

| Personendaten    | Personendaten                         |
| ---------------- | ------------------------------------- |
| NAME             | Sandell, Thomas                       |
| KURZBESCHREIBUNG | schwedischer Unternehmer und Investor |
| GEBURTSDATUM     | 1964                                  |
| GEBURTSORT       | Schweden                              |